# Festisei
Festisei è una località (non è considerata frazione) del comune di Pedavena, in provincia di Belluno.
È situata a ovest del capoluogo comunale, alle pendici del Col Melon. Vi si accede tramite la strada provinciale 39 "del Monte Avena" che conduce al passo Croce d'Aune, oppure tramite la strada comunale proveniente da Facen, passando per la località Palazzina.

## Popolazione
Festisei conta qualche decina di abitanti, frazionati in due nuclei, distanti circa due centinaia di metri.
Un nucleo residente sulla strada che si dirama tra Facen e Pedavena, l'altro sulla strada per Croce d'Aune. Su quest'ultimo si può trovare l'oratorio (e annessa Cappella) di Festisei.

## Monumenti e luoghi d'interesse

### L'oratorio
Si trova in località Altor, toponimo che rimanda alla famiglia dalla Torre, di origine milanese, della quale è rappresentato lo stemma sul portale d'ingresso del cascinale adiacente alla cappella, ricavato forse da un edificio fortificato.
La facciata presenta al centro un portale marmoreo costituito da una porta di accesso con arco a tutto sesto sorretto da pilastri con capitelli. Al centro dell'arco si trova un capochiave a volta ionica, al quale fanno riscontro due modiglioni diversamente lavorati che sorreggono l'architrave in corrispondenza dei sottostanti sostegni. Ai lati del portale si trovano dei vani che accolgono ciascuno un affresco oramai purtroppo quasi illeggibili.
La facciata si conclude con un timpano il cui centro è occupato da una finestra circolare. Il campanile, architettonicamente in assoluta analogia con la chiesa, è collocato curiosamente al centro della copertura ed ha ancora allocata la campana originale. Secondo una citazione di G. Corso, desunta da una ricerca di archivio, la campana della chiesetta fu benedetta nel 1659.
Gli interni si articolano in un'unica aula priva di decorazioni pittoriche, ma presenta una soffittatura a crociera che si imposta su pennacchi in muratura (gli intonaci erano anticamente in marmorino nella parte inferiore).
L'atto costitutivo della Cappella è tuttora conservato e risale al 24 maggio 1706: il vescovo Antonio Polcenigo concede a don Cristoforo della Torre il permesso di costruzione dell'Oratorio intitolato a San Valentino.

## Economia
Il territorio circostante si caratterizza per le attività primarie, ovvero agricoltura (prevalentemente mais) e allevamento (si contano numerose malghe per la produzione di latticini e carne bovina).
L'attività di cacciagione è relativamente limitata in quanto il territorio è adiacente al Parco Nazionale Dolomiti Bellunesi.

## Sport
Per quattro volte il Giro d'Italia è passato per Festisei, l'ultima è stata la quarta tappa dell'edizione 2009.